# Федде ле Гранд
Фе́дде ле Гра́нд (нід. Fedde le Grand) — нідерландський ді-джей, музичний продюсер, що працює в напрямку хаус з елементами акустичного звучання і класичного electro.

## Біографія
Народився в 1977 році в Нідерландах. З 1994 року виступав у барах Утрехта. Там його помітили та запропонували попрацювати в Danssalon в Ейндховені, що згодом дозволила Федде ле Грандові виступати на найкращих вечірках у найкращих клубах Нідерландів — Escape та Love Boat в Амстердамі, Jackies, Thalia, Discotheque та Now & Wow в Роттердамі, De Rechter в Ейндговені. Крім роботи діджея, Федде ле Гранд зайшовся створювати власну музику. Починаючи з 2001 року він спільно з своїми друзями створювали музику для гри Cyclone Circus для Play Station 2. 
З 2004 році Федде ле Гранд розпочинає випуски синглів, спочатку у співпраці з Erick E, Robin M, пізніше — власні роботи. Випущений у 2007 році сингл «Put Your Hands Up For Detroit» завойовує вершину хіт-парадів Британії приносить ді-джею світову славу. 

## Дискографія

### Альбоми
- 2007: Sessions
- 2009: Output

### Сингл
Випуск у Великій Британії
| Рік  | Назва                                   | Позиція в Великій Британії | Позиція в Великій Британії      | Позиція в Великій Британії       |
| Рік  | Назва                                   | У Великій Британії         | завантаження у Великій Британії | Клубна музика у Великій Британії |
| ---- | --------------------------------------- | -------------------------- | ------------------------------- | -------------------------------- |
| 2006 | «Put Your Hands Up For Detroit»         | 1                          | 1                               | 1                                |
| 2007 | «The Creeps» (Vs Camille Jones)         | 7                          | 8                               | 1                                |
| 2007 | «Let Me Think About It» (Vs Ida Corr)   | 2                          | 2                               | 1                                |
| 2008 | «3 Minutes To Explain» (with Funkerman) | -                          | -                               | -                                |

| Рік  | Назва                                   | Позиція в хіт-параді | Позиція в хіт-параді | Позиція в хіт-параді | Позиція в хіт-параді | Позиція в хіт-параді | Позиція в хіт-параді | Позиція в хіт-параді | Позиція в хіт-параді | Позиція в хіт-параді |
| Рік  | Назва                                   | Нідерланди           | AUS                  | IRL                  | BEL                  | GER                  | FIN                  | SWE                  | SPA                  | ROM                  |
| ---- | --------------------------------------- | -------------------- | -------------------- | -------------------- | -------------------- | -------------------- | -------------------- | -------------------- | -------------------- | -------------------- |
| 2004 | «Las Vegas»                             | -                    | -                    | -                    | -                    | -                    | -                    | -                    | -                    | -                    |
| 2005 | «The Vibe»                              | -                    | -                    | -                    | -                    | -                    | -                    | -                    | -                    | -                    |
| 2005 | «I Miss You»                            | -                    | -                    | -                    | -                    | -                    | -                    | -                    | -                    | -                    |
| 2005 | «Get This Feeling»                      | -                    | -                    | -                    | -                    | -                    | -                    | -                    | -                    | -                    |
| 2006 | «Put Your Hands Up 4 Detroit»           | 4                    | 8                    | 3                    | 14                   | 59                   | 1                    | 44                   | 1                    | 8                    |
| 2006 | «Just Trippin'» (Feat. MC Gee)          | 50                   | -                    | -                    | -                    | -                    | -                    | -                    | 10                   | -                    |
| 2007 | «Take No Shhh» (pres. Flamingo Project) | -                    | -                    | -                    | -                    | 2                    | -                    | -                    | 29                   | -                    |
| 2007 | «The Creeps» (з Камілль Джонс)          | 18                   | 15                   | 20                   | 21                   | 82                   | -                    | -                    | 1                    | 11                   |
| 2007 | «Aah Yeah!»                             | -                    | -                    | -                    | -                    | -                    | -                    | -                    | -                    | -                    |
| 2007 | «Wheels in Motion» (c Funkerman)        | 15                   | -                    | -                    | -                    | -                    | -                    | -                    | 6                    | -                    |
| 2007 | «Mirror 07-07-07» (с Ida Corr)          | 51                   | -                    | -                    | 4                    | -                    | -                    | -                    | 6                    | -                    |
| 2007 | «Let Me Think About It» (с Ida Corr)    | 11                   | 14                   | 8                    | -                    | 14                   | -                    | -                    | 1                    | 2                    |
| 2007 | «3 Minutes To Explain» (c Funkerman)    | 43                   | -                    | -                    | -                    | -                    | -                    | -                    | 1                    | -                    |
| 2008 | «Get This Feeling» (Re-Issue)           | -                    | -                    | -                    | -                    | -                    | -                    | -                    | -                    | -                    |
| 2009 | «F1»                                    | -                    | -                    | -                    | -                    | -                    | -                    | -                    | -                    | -                    |
| 2009 | «Scared Of Me» (з Mitch Crown)          | -                    | -                    | -                    | -                    | 80                   | -                    | -                    | -                    | -                    |
| 2009 | «Let Me Be Real»                        | -                    | -                    | -                    | -                    | 89                   | -                    | -                    | -                    | -                    |

### Ремікси
- 2004: Anita Kelsey — Every Kiss
- 2005: Funkerman & RAF — Rule The Night
- 2005: Erick E — Boogie Down
- 2005: Funkerman — The One
- 2006: Camille Jones — The Creeps
- 2006: Erick E Feat. Gina J — Boogie Down
- 2006: Freeform Five — No More Conversations
- 2006: Olav Basoski Feat. Mc Spyder — Like Dis
- 2006: Erick E — The Beat Is Rockin'
- 2006: Sharam — PATT (Party All The Time)
- 2007: Ida Corr — Let Me Think About It
- 2007: The Factory — Couldn’t love you more
- 2007: Robbie Williams — King Of Bongo
- 2007: Samim — Heater
- 2008: Martin Solveig — C’est la Vie
- 2008: Madonna — Give It 2 Me
- 2008: Stereo MCs — Black Gold
- 2010: Benny Benassi feat. Kelis, apl.de.ap & Jean Baptiste - Spaceship
- 2010: Everything But The Girl - Missing
- 2011: David Guetta feat. Taio Cruz & Ludacris - Little Bad Girl
- 2011: Coldplay - Paradise

### Бутлеги
- 2006: Put Your Hands Up 4 the Wall — Fedde Le Floyd (Fedde Le Grand с Pink Floyd)
- 2006: Sexy Hands — Justin Le Grand (Fedde Le Grand с Justin Timberlake)
- 2007: What The Shhhh — Fedde Le Grand с Fatboy Slim
- 2007: Detroit Satisfaction — Fedde Le Grand с Benny Benassi
- 2008: 4 My People — Fedde Le Grand с Disco Kid

### Мегамікси
- 2007: MySpace Exclusive Mix (Take No Shhh + Put Your Hands Up 4 Detroit + The Creeps + Aah Yeah! + Just Tripin' + Wheels In Motion + Get This Feeling)
- 2007: MySpace Exclusive Mix 2 (Intro Fedde Le Grand + House Music + 3 Minutes To Explain + Let Me Think About It + Electric Dreams)